# Solostamenides pseudomugilis
Solostamenides pseudomugilis är en plattmaskart. Solostamenides pseudomugilis ingår i släktet Solostamenides och familjen Microcotylidae. Inga underarter finns listade i Catalogue of Life.